# 2000년 대한민국의 영화 목록
다음은 2000년에 개봉됐던 대한민국의 영화 목록이다.

## 목록
- 가위
- 거짓말
- 건드레스
- 공동경비구역 JSA
- 공포택시
- 공포특공대
- 구멍
- 그림일기
- 깡패법칙
- 깡패수업 3
- 낮은 목소리 3 : 숨결
- 단적비연수
- 동감
- 리베라 메
- 물고기자리
- 미인
- 박하사탕
- 반칙왕
- 배니싱 트윈
- 봉자
- 불후의 명작
- 비밀
- 비천무
- 사슬
- 산책
- 섬
- 순애보
- 스트라이커
- 시월애
- 신혼여행
- 실제상황
- 싸이렌
- 아나키스트
- 아티스트
- 오! 수정
- 이프
- 인터뷰
- 자카르타
- 정
- 종합병원 천일동안
- 주노명 베이커리
- 죽거나 혹은 나쁘거나
- 진실게임
- 진혼곡
- 찍히면 죽는다
- 청춘
- 춘향뎐
- 침향
- 컷 런스 딥
- 킬리만자로
- 평화의 시대
- 플란다스의 개
- 하면 된다
- 하피
- 학교전설
- 해변으로 가다
- 행복한 장의사
- 흑우

## 참고 자료
- KOFIC 영화데이터베이스